# Sent Laurenç de l'Òrmia
Sent Laurenç de l'Òrmia (en francès Saint-Laurent-Lolmie) és un antic municipi francès, situat al departament de l'Òlt i a la regió d'Occitània.
El 2018 es va fusionar amb els municipis veïns de Sent Çaprian i las Cabanas per a formar el municipi de Sent Çaprian, las Cabanas e Sent Laurenç.

## Demografia
| 1962                                       | 1968 | 1975 | 1982 | 1990 | 1999 | 2006 |
| ------------------------------------------ | ---- | ---- | ---- | ---- | ---- | ---- |
| 256                                        | 273  | 219  | 200  | 228  | 202  | 200  |
| Des de 1962: població sense dobles comptes |      |      |      |      |      |      |

## Administració
| Període | Identitat      | Partit |
| ------- | -------------- | ------ |
| 2001-   | Didier Boutard |        |